# 平武綱
平 武綱（たいら の たけつな）は、平安時代後期の武将・豪族。秩父氏（秩父平氏）の当主で、秩父別当職にあった平武基の嫡男。平将門の玄孫。通称は武者十郎。秩父武綱、のち河崎基家とも称される。

## 略歴
前九年の役・後三年の役に加わり、源頼義・義家父子に従って戦った。『延慶本平家物語』『源威集』によれば、前九年の役の際、永承6年（1051年）、武蔵国府中に逗留していた源頼義から「奧先陣譜代ノ勇士」に選ばれ、白旗を賜ったという。
『源平盛衰記』によれば、後三年の役（1083 - 1087）で、武綱は、嫡子重家と共に、源義家の軍に300騎余を従え一番で参向し、勢揃坂から出陣し、先陣を務め、仙北金沢の柵(秋田県仙北郡金沢)を攻略し清原武衡らを滅ぼしたとしている。
その大功により名を河崎土佐守基家と賜り、武蔵谷盛庄を賜った。
義家は、この勝利は基家の信奉する八幡神の加護なりと、基家が拝持する妙見山の日月旗を乞い求め、月旗をもってこの地に八幡宮を勧請したのが、現在の渋谷金王八幡宮である。
曾孫に畠山重忠、河越重頼、江戸重長、渋谷光重など、源頼朝の平家追討に協力した坂東武者がいる。特に畠山重忠は、頼義・義家の子孫である源頼朝の挙兵にあたり当初敵対し、のちに帰伏する際、「平家は一旦の恩、源氏は重代の恩」と述べて武綱の白旗・白弓袋を差し上げて頼朝の陣営に赴き、秩父一族の参陣を許した頼朝は、先祖の故事にならって重忠に先陣を命じている。
武綱は、秩父郡吉田郷の鶴ヶ窪台地に居城・秩父氏館（吉田城）を構えて、広大な秩父牧を支配した。